# Karo Hills
Karo Hills är en kulle i Antarktis. Den ligger i Västantarktis. Nya Zeeland gör anspråk på området. Toppen på Karo Hills är 628 meter över havet.
Terrängen runt Karo Hills är kuperad åt nordväst, men åt sydost är den platt. Trakten är obefolkad. Det finns inga samhällen i närheten.